# Mikroregion São João Del Rei

Mikroregion São João Del Rei

Mikroregion São João Del Rei – mikroregion w brazylijskim stanie Minas Gerais należący do mezoregionu Campo das Vertentes.

## Gminy
- Conceição da Barra de Minas
- Coronel Xavier Chaves
- Dores de Campos
- Lagoa Dourada
- Madre de Deus de Minas
- Nazareno
- Piedade do Rio Grande
- Prados
- Resende Costa
- Ritápolis
- Santa Cruz de Minas
- Santana do Garambéu
- São João del Rei
- São Tiago
- Tiradentes